# Ctenodrilidae
Ctenodrilidae – rodzina wieloszczetów z infragromady Canalipalpata i rzędu Terebellida.

## Taksonomia
Rodzina opisana została w 1882 roku Juliusa von Kennela.

## Opis
Ciało bardzo drobne, krótkie lub długie. Prostomium bez przydatek. Głaszczki nieobecne. Gardziel z brzuszną poduszką mięśniową. Niektóre przednie segmenty ciała mogą być zlane i pozbawione szczecinek. Część segmentów ze środkowymi cirri grzbietowymi. Sparowane skrzela boczne obecne u niektórych form juwenilnych. Szczecinki w podwójnych wiązkach. Płatki parapodialne nieobecne.

## Systematyka
Zalicza się tu 5 rodzajów:
- Aphropharynx Wilfert, 1974
- Ctenodrilus Claparède, 1863
- Monostylos
- Raphidrilus Monticelli, 1910
- Raricirrus Hartmann, 1961